# Arne Risa
Arne Risa (Arne Roald Risa; * 5. Mai 1944 in Bergen) ist ein ehemaliger norwegischer Hindernis- und Langstreckenläufer.
1968 wurde er Siebter bei den Europäischen Hallenspielen in Madrid über 3000 Meter und Achter bei den Olympischen Spielen in Mexiko-Stadt über 3000 Meter Hindernis.
Im Jahr darauf wurde er bei den Europameisterschaften 1969 in Athen Sechster über 3000 Meter Hindernis. Bei den Europameisterschaften 1971 in Helsinki kam er über 10.000 Meter auf den 14. Platz und schied über 3000 Meter Hindernis im Vorlauf aus.
Bei den Olympischen Spielen 1972 in München kam er über 5000 Meter und 10.000 Meter nicht über die erste Runde hinaus.
1974 belegte er bei den Europameisterschaften in Rom über 10.000 Meter Rang 17 und scheiterte über 3000 Meter Hindernis erneut im Vorlauf.
Fünfmal wurde er Norwegischer Meister über 10.000 Meter (1969–1972, 1974), je zweimal über 3000 Meter Hindernis (1968, 1969) und im Crosslauf auf der Langstrecke (1969, 1972) und einmal im Crosslauf auf der Kurzstrecke (1968).

## Persönliche Bestzeiten
- 3000 m: 8:02,6 min, 20. Juni 1971, Warschau
- 5000 m: 13:41,0 min, 20. Juni 1970, Warschau
- 10.000 m: 28:24,41 min, 10. August 1971, Helsinki
- 3000 m Hindernis: 8:31,6 min, 5. August 1970, Oslo